# Bourg (Gironda)
Bourg é uma comuna francesa na região administrativa da Nova Aquitânia, no departamento de Gironda. Estende-se por uma área de 10,54 km². Em 2010 a comuna tinha 2 297 habitantes (densidade: 217,9 hab./km²).